# Maronea (Ática)
Maronea (en griego antiguo: Μαρώνεια, romanizado: Marōneia) fue un antiguo asentamiento del Ática, en la ciudad-Estado de Atenas, Grecia. Estaba situado en la zona minera de Laurion, pero se desconoce su ubicación exacta. Sin embargo, se suele situar en los alrededores de Ágios Konstantinos (antigua Kamáriza), en el actual municipio de Lavreotiki.
Maronea albergaba una de las minas de plata más importantes de la región de Laurion. En 483/482 a. C. se descubrió en la zona una rica veta de plata, cuyos beneficios fueron decisivos para que Temístocles pudiera abastecer a Atenas con una gran flota justo antes de las batallas decisivas de las guerras médicas.
 Maroneia no se contaba entre los demos del Ática. Se cree que formaba parte del demo de Sunion.